# Детский альбом (альбом Сергея Курёхина)
«Детский альбом» — музыкальный альбом российского композитора Сергея Курёхина, работа над котором велась в первой половине 1990-х годов совместно с Борисом Гребенщиковым. Выпущен посмертно в 1998 году. В отличие от большинства альбомов Курёхина, «Детский альбом» состоит преимущественно из песен, к которым не только музыка, но и тексты написаны и спеты им самим.

## История создания
По оценке Александра Кушнира, работа над альбомом длилась с многочисленными перерывами более трёх лет, с лета 1991-го до зимы 1995-го.
Курёхин и Гребенщиков приступили к записи ещё в процессе съемок кинофильма «Два капитана 2»: они заперлись в студии «Мелодия» на Васильевском острове и уверяли приятелей, что эта работа «будет настоящим взрывом». На первом этапе третьим участником записи был гитарист Юрий Каспарян.
Работа проходила с немалым трудом, поскольку оба музыканта «толком не знали, что будут делать». По воспоминаниям звукорежиссёра Андрея Сигле, у Курёхина «некая канва того, что надо делать» представляла собой «такой поток сознания, который на пленке зафиксировать оказалось невозможно». Александр Липницкий, фиксировавший запись альбома на видеокамеру, отмечал, что с какого-то момента Курёхина и Гребенщикова стали разрывать на части «центробежные силы». Так, несмотря на первоначальные договоренности о том, что Курёхин пишет музыку, а Гребенщиков — тексты, Курёхин жаловался друзьям, что за два года работы текстов он не дождался, и в итоге они стали работать в студии по отдельности: «Я приезжаю в студию, записываю клавиши. Он приезжает, всё стирает. Накладывает десять гитар. Вот так мы и пишемся». Позже Курёхин говорил о том, что в процессе работы они с Гребенщиковым «опять разошлись по творческим соображениям»:

Расхождение было в основном в области того, что я не хотел, чтобы тексты были на английском языке. В результате мы не то чтобы переругались, но прохладно разошлись. (…) Я сказал, что английские тексты не люблю. Это бессмысленно и глупо, нужны только русские тексты. В результате всё закончилось тем, что я сочинил тексты сам…

По словам Александра Кушнира, написанные Курёхиным тексты песен представляли собой «синтез авангардных поэтических конструкций и нелепых сочетаний слов»: «Это была то рок-н-ролльная тарабарщина, то написанные на украинском(!) и русском языках тексты-сказки, то абсурдные кросс-культурные коды, которые ещё подлежат необходимой дешифровке».
На большинстве треков Курёхин сам спел и вокальные партии, оставив голос Гребенщикова лишь на двух композициях. Впоследствии Борис Гребенщиков на вопрос о том, как он отнёсся к тому, что «Курёхин на этом альбоме вдруг взял и запел», ответил так: «Честно говоря, я охренел. Для меня это был шок». Песню «Колосок-голосок» Курёхин предлагал исполнить Марине Капуро, с которой он уже работал над записью «Воробьиной оратории». Однако Капуро ответила решительным отказом, и песня была записана с молодой киноактрисой Еленой Кориковой.
В планах Курёхина было выпустить альбом ограниченным тиражом («пятьдесят экземпляров именных и сто экземпляров тираж») и самому расписать конверты альбомов. Однако из-за болезни он не успел выпустить альбом. Его подготовила к выходу в 1998 году его вдова Анастасия Курёхина, найдя название для альбома в записных книжках музыканта.

## Список композиций
1. Козлик и Тапир (5:10)
2. Слон и Соловей (5:03)
3. Вот Сверчок, вот Стручок (4:40)
4. Колосок — Голосок (5:14)
5. Rock — Stedy (3:30)
6. Опера (1:03)
7. Мой Сурок (5:06)
8. Стыпан та Дывчина (3:22)
9. Living in a Real Time (5:10)
10. Rock-n-roll (4:03)
11. Слон и Соловей (5:09)
12. Последний Вальс (3:36)

- Музыка и слова — Сергей Курёхин
- Слова — Борис Гребенщиков (5, 9)
- Музыка — Сергей Курёхин и Борис Гребенщиков (5)

## Исполнители
В записи принимали участие:
- Сергей Курёхин — вокал и клавишные
- Борис Гребенщиков — вокал (5, 9), акустическая гитара
- Елена Корикова — вокал (4)
- Святослав Курашов — гитара
- Кузьма — гитара (9)
- Александр Титов — бас-гитара
- Юрий Николаев — ударные
- Михаил Костюшкин — саксофон (4)
- Звук — Игорь Булаховский, Алексей Карпов, Слава Архипов
- Программирование ударных — Юрий Щербаков
- Мастеринг — Анастасия Курёхина и Андрей Тропилло
- Продюсеры — Анастасия Курёхина и Сергей «Пит» Селиванов

## Критика
| Оценки критиков | Оценки критиков |
| Источник        | Оценка          |
| --------------- | --------------- |
| Живой звук      | [ 9 ]           |

Александр Кутинов из газеты «Живой звук» заметил, что хорошо, что альбом получился хорошим, и теперь ему не придётся петь дифирамбы, только потому что покойных ругать не принято.
Портал OpenSpace.ru включил «Детский альбом» в число важнейших российских альбомов 1998—2008 годов: по словам Дениса Бояринова, «похоже, что это лучшая русская пластинка за всю декаду» и притом «самая доступная по форме пластинка великолепного пианиста и неутомимого выдумщика». Критик отметил также пророческий характер произведения:

По прошествии времени в «Детском альбоме», как в катренах Нострадамуса, нетрудно углядеть пророчества о смерти русского рока и стагнации авангарда; о приходе нового поколения музыкантов (в 1997-м появился Лагутенко, затем — Маша Макарова и Земфира); о всеобщей инфантилизации культуры; о легализации эротики и русского мата в поп-лирике и даже о том, что Елена Корикова, исполнившая трек «Колосок-Голосок», превратится в «плохую девочку».

По мнению Алексея Мунипова, альбом «странный (или лучше сказать нехарактерный?)»: «Во-первых, он полностью состоит из песен. Во-вторых, поёт сам Сергей (а также БГ и Елена Корикова). В третьих, он-таки совсем электронный и похож то ли на „Radio Silence“, то ли на „Энигму“».
Кинорежиссёр Сергей Дебижев говорит о том, что «Детский альбом» «до сих пор недооценён»:

Потому что такого уровня свободы, такого тонкого похуизма и психоделии ещё не было в нашей рок-поэзии. Это было начало какого-то этапа, когда Курёхин переставал быть музыкантом и становился совершенно новым человеком иного плана.

Аналогично, Сергей Жариков отмечает, что «Детский альбом» — это «ключ к позднему Курёхину, которому уже не хотелось быть музыкантом»:

Он хотел конструировать собственную реальность, которую выдавал бы человечеству в качестве некоего артефакта. В альбомном дискурсе для Сергея это была некая новая модель жизни, рождения и смерти… Именно создание новой реальности, потому что рок-музыка к этому моменту для него окончательно умерла.